# Arnaldo Santoro
Arnaldo Santoro (Foggia, 5 gennaio 1932 – Roma, 11 settembre 1995) è stato un autore televisivo italiano.

## Biografia
Laureatosi in giurisprudenza, divenuto avvocato, per oltre trent'anni, fino agli anni ottanta, è stato funzionario alla Camera di commercio di Foggia.
La sua carriera artistica, si può dire abbia avuto inizio negli anni settanta presso la Taverna del Gufo, un piccolo locale foggiano di quegli anni, da lui cofondato, dove Santoro si esibiva in concerti jazz insieme a Renzo Arbore e Ninni Maina. 
Trasferitosi a Roma, nel 1987 è stato autore della fortunata trasmissione televisiva Indietro tutta!. Oltre alla scrittura dei testi, Santoro prestava la sua voce ad alcuni indovinatissimi personaggi della trasmissione: uno dei due poliziotti dello sketch "Volante 1 a Volante 2" (l'altra voce era di Alfredo Cerruti) e il personaggio telefonico Giovanni Scognamiglio da Faeto, vincitore fortunato del "Che sta pensando quiz".
È stato autore di numerose trasmissioni televisive di successo; oltre a Indietro tutta! vanno ricordate: Il caso Sanremo con Renzo Arbore e Lino Banfi, Beato tra le donne con Paolo Bonolis, Stasera mi butto con Gigi Sabani.
È stato anche autore dei programmi radiofonici I Radioamatori, Chiamate Roma 8888, Ed Ecco a Voi, quest'ultimo in onda sul network RTL 102.5.

## Omaggi
- Nel 2006 il Comune di Foggia gli ha dedicato una via cittadina.